# Deportivo Capiatá
Club Deportivo Capiatá jest paragwajskim klubem piłkarskim z siedzibą w mieście Capiatá.

## Osiągnięcia
- Wicemistrz drugiej ligi paragwajskiej: 2012
- Finalista Campeonato Nacional de Interligas: 2007/2008

## Historia
Klub Deportivo Capiatá założony został 4 września 2008 roku na bazie drużyny reprezentującej ligę Liga Deportiva Capiateña, która zajęła drugie miejsce w turnieju Campeonato Nacional de Interligas w sezonie 2007/08.
W 2010 roku klub zadebiutował w drugiej lidze paragwajskiej (División Intermedia).
Wicemistrzostwo drugiej ligi w 2012 roku dało klubowi awans do pierwszej ligi paragwajskiej.
Już w pierwszym sezonie w najwyższej lidze klub wywalczył sobie prawo udziału w turnieju Copa Sudamericana 2014.